# Solenopsis interrupta
Solenopsis interrupta é uma espécie de formiga do gênero Solenopsis, pertencente à subfamília Myrmicinae.